# 육각뿔
기하학에서 육각뿔은 육각형 밑면과 그 위에 세워져 한 점(꼭대기)에서 만나는 삼각형 면 여섯 개로 이루어진 각뿔이다. 다른 각뿔과 같이, 이것은 자기쌍대이다.
정육각형 밑면을 가지는 직육각뿔은 C6v 대칭을 가진다.
직 정각뿔은 정다각형을 밑면으로 가지고 꼭대기가 밑면의 중심 위에 있어서 그 꼭짓점과 밑면의 중심과 다른 어떤 꼭짓점이 직각삼각형을 이룬다.

## 관련 다면체
| 정각뿔   | 정각뿔 | 정각뿔 | 정각뿔 | 정각뿔 | 정각뿔  |        |
| 삼각     | 사각   | 오각   | 육각   | 칠각   | 팔각... |        |
| 정다면체 | 등변   | 등변   | 이등변 | 이등변 | 이등변  | 이등변 |
| -------- | ------ | ------ | ------ | ------ | ------- | ------ |
|          |        |        |        |        |         |        |
|          |        |        |        |        |         |        |

## 같이 보기
- 쌍각뿔, 각기둥 그리고 엇각기둥